# Jorge I Branković
Đurađ Branković (em cirílico sérvio: Ђурађ Бранковић; em húngaro: Brankovics György), também conhecido como Jorge I Brankovic, Jorge I Vuković e Jorge I da Sérvia (1377 — 24 de dezembro de 1456) foi um rei da Sérvia entre 1427 e sua morte em 1456.
Era o segundo filho de Vuk Branković e Mara, uma das filhas do príncipe Lázaro. Foi déspota de 1427 a 1456, barão do Reino da Hungria e o primeiro governante da Branković a governar o reino sérvio.
Casou-se com Irene Catacuzena, provavelmente uma neta do imperador bizantino João VI Cantacuzeno.